# Como Ganhar na Loteria sem Perder a Esportiva
Como Ganhar na Loteria sem Perder a Esportiva é um filme brasileiro dirigido por J. B. Tanko em 1971 e estrelado pelo humorista Costinha e grande elenco.
O filme retrata com muito bom humor um Rio de Janeiro otimista com o lançamento da Loteria Esportiva, na qual vários personagens fazem suas apostas em meio a onda consumista do Milagre econômico brasileiro e sem se darem conta das futuras confusões que isso trará.

## Elenco
| Ator                | Personagem          |
| ------------------- | ------------------- |
| Costinha            | Jasmim              |
| Ambrosio Fregolente | Jorge               |
| Lígia Diniz         | Marilu              |
| Procópio Ferreira   | Coronel Felício     |
| Otelo Zeloni        | Felisberto          |
| Labanca             | Padre               |
| Agildo Ribeiro      | Sacristão           |
| Renata Fronzi       | Guiomar             |
| Carvalhinho         | Manolo, dono do bar |
| Flávio Migliaccio   | mendigo Anadi       |
| Paulo Porto         | Afrânio             |
| Ilva Niño           | prostituta Zefa     |
| Wilson Grey         | bicheiro            |
| Maria Della Costa   | Amália              |
| Jorge Cherques      | Delegado            |
| Mário Benvenutti    | Vendedor            |
| Afonso Stuart       | Ananias             |
| Marta Anderson      | Marta               |

## Música
A música do filme ficou a cargo de Edino Krieger. Entre as canções que tocam, estão Cidade maravilhosa, de André Filho; "Mocotó", de Jorge Ben, e "Pra frente Brasil, de Miguel Gustavo.